# Proposition (Psychologie)
Der Ausdruck Proposition ist ein Synonym für Satz, steht aber in seiner Hauptbedeutung für den Satzinhalt. Darüber hinaus wird mit dem Ausdruck eine psychologische oder konstruktivistische Bedeutung verbunden: 
So wird "Proposition" definiert als „kleinste, abstrakte Wissenseinheit, die einen Sachverhalt beschreibt und die es ermöglicht, dass zwischen unterschiedlichen Repräsentationen von Wissen gewechselt werden kann, etwa von Begriffen zu Bildern und umgekehrt“.
Oder man bezieht den Ausdruck auf mentale Vorgänge:
"Proposition bezeichnet das grundlegende Strukturmerkmal des Gedächtnisses, nämlich was an semantischer Prädikat-Argument-Relation (an Wissensstrukturen) zu einem bestimmten Wort im Bewusstsein vorhanden ist. Man verbindet z. B. mit dem Wort „schneiden“ gleichzeitig den Agens (jemand oder etwas, das schneiden kann), das Objekt (alles, was geschnitten werden kann) und das Instrument (alles, was in der Lage ist, etwas zu durchtrennen).
Zu beachten ist, dass es sich um eine konstruktivistische Setzung handelt, wie sie die vermutete elementare Funktionalität konzeptionell fasst, jedoch nichts über die konkreten propositionalen Verknüpfungsrichtungen und -ausprägungen aussagt. Diese Inhalte unterliegen jeweils vorbegrifflichen und reflexiven Einflüssen und können als unterschiedlich formbar / determiniert aufgefasst werden, je nach Betrachtung des Zeithorizonts und fachlicher Richtung (inkl. ihrer methodischen Anlage)."
In diesem Sinn verwenden John R. Anderson und sein Doktorvater Gordon H. Bower den Begriff in ihrer Gedächtnistheorie (1973, 1983, 1988). Nach dieser Theorie wird ein Sachverhalt im Gedächtnis gespeichert, indem die Repräsentationen der semantischen Elemente des Sachverhalts (also Subjekt, Prädikat, Objekt, Kontext usw.) durch Assoziationen miteinander verbunden werden. Beispiel: Die Erinnerung "Vergangenen Sommer habe ich in der Türkei Urlaub gemacht" besteht aus den elementaren (und auch in anderen Zusammenhängen nutzbaren) Begriffen "vergangener Sommer" (Zeit), "Türkei" (Ort), "ich" (Subjekt), "Urlaub machen" (Prädikat).